# Sorriso
Sorriso este un oraș în Mato Grosso (MT), Brazilia.